# Yuma (Arizona)

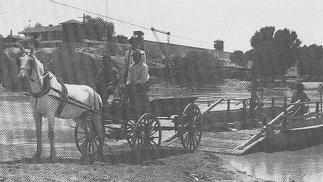
Przeprawa przez rzekę – Yuma (1889)

Yuma – miasto w Stanach Zjednoczonych, w stanie Arizona, przy ujściu rzeki Gila do Kolorado. Według danych z 2022 roku liczy 98,5 tys. mieszkańców (207,8 tys. w obszarze metropolitalnym, który rozciąga się na hrabstwo Yuma). 13. co do wielkości miasto stanu Arizona. Nosi przydomek „światowej stolicy warzyw zimowych”. Ośrodek turystyczny.

## Klimat
Yuma posiada suchy klimat, z bardzo gorącymi latami i łagodnymi zimami. Yuma jest jednym z najgorętszych miast o dowolnej wielkości w Stanach Zjednoczonych – średnia lipca dla wysokich temperatur wynosi 107 °F (+42 °C). Średnie najwyższe temperatury w styczniu wynoszą około 70 °F (+21 °C). Zgodnie z Księga rekordów Guinnessa, Yuma to najbardziej słoneczne miejsce na ziemi. Z możliwych 4456 godzin światła dziennego każdego roku słońce świeci w Yumie około 4050 godzin, czyli 90% czasu. Niemal idealna pogoda do latania przez cały rok przyciągnęła tam wojskowych pilotów na szkolenia. W Yumie spada średnio około 7,5 cm deszczu rocznie.
W dniu 28 lipca 1995 w Yumie była najwyższa odnotowana temperatura 124 °F (+51 °C). Najniższą zarejestrowaną temperaturą było 13 °F (–11 °C) w styczniu 2007 roku, tak niska temperatura utrzymywała się przez około 2 godziny ze szkodą dla wielu roślin uprawianych w okolicach miasta. Uprawy, które ucierpiały najbardziej to rośliny cytrusowe na płaskowyżu Yuma, a w szczególności uprawy cytryn, które poniosły straty od 75 do 95% – nie tylko owoce, ale i drzewa zgodnie z raportem Arizona Department of Agriculture z lutego 2007 r.